# Secondo Talamazzini
Secondo Talamazzini (Como, 10 luglio 1897 – ...) è stato un calciatore e allenatore di calcio italiano, di ruolo difensore.

## Carriera

### Giocatore
Secondo Talamazzini fu uno degli undici che giocarono la prima partita ufficiale della Cremonese, in maglia biancolilla, il 7 dicembre 1913, Varese-Cremonese (5-1). Prima della guerra disputò due campionati, con 18 presenze. Dopo aver vestito la maglia dell'Inter tra il 1917 ed il 1919 e quella dell'Alessandrina nel 1919-1920, nel 1920 tornò alla Cremonese; a partire dalla stagione 1920-21 disputò complessivamente con i grigiorossi 89 partite, con 7 reti realizzate in Prima Divisione, diventata Divisione Nazionale nel 1926.

### Allenatore
Terminata la carriera da calciatore, allenò la Cremonese a partire dalla diciassettesima giornata del primo campionato di Serie A 1929-1930.

## Palmarès

### Giocatore

#### Competizioni regionali
- Promozione: 1

Cremonese: 1913-1914